# Wysokij (rejon mostowski)
Wysokij (ros. Высокий) – chutor w Rosji, w Kraju Krasnodarskim, w rejonie mostowskim. W 2010 liczył 121 mieszkańców.